# Battletech
Battletech, formellt BattleTech, är en science fiction-krigsspelfranchise som lanserades av FASA Corporation 1984. År 2000 övertogs det av WizKids och sedan 2003 ägs det av Topps. Den senaste upplagan publicerades av Catalyst Game Labs 2007.
När det första spelet lanserades gjordes det under namnet BattleDroids, för att senare byta namn till BattleTech när andra upplagan publicerades 1985. 
Ursprungligen ett brädspel som spelades på hexkartor utsmyckade med terräng så som berg, skogar och sjöar och senare t.ex. städer när fristående expansioner som CityTech släpptes. 
Battletech-världen har också blivit rollspel, samlarkortspel och dator/tv-spel och en stor mängd böcker.